# 路側放送
路側放送（ろそくほうそう）とは、警察や国土交通省、高速道路3社（東日本高速道路・中日本高速道路・西日本高速道路、旧日本道路公団）などの道路管理者が、運転者に道路状況などの交通情報を送信するものである。
特に、公団民営化後の高速道路会社3社（NEXCO）が管理する区間で行っているものは「ハイウェイラジオ」と呼ばれる。
本項では世界各国で行われている同様の放送についても述べる。

## 概要
| 漏洩同軸ケーブルアンテナ |  | 垂直空中線アンテナ |
| 漏洩同軸ケーブルアンテナ |  | 垂直空中線アンテナ |

電波法令上は路側通信
という特別業務の局による同報通信

であり、地上基幹放送局による地上基幹放送ではなく放送法令上の放送でもない。
周波数と空中線電力は、1620kHz・10W以下または1629kHz・5W以下が使用される。路肩や中央線上、トンネル内に設置してある漏洩同軸ケーブルもしくは垂直支柱に取り付けられたワイヤーアンテナから一定区間に送信する。
名称は警視庁や各道府県警察管轄のものは「交通情報ラジオ」、国土交通省と名古屋高速道路公社、阪神高速道路のものは「道路情報ラジオ」、東日本高速道路・中日本高速道路・西日本高速道路のものは「ハイウェイラジオ○○（○○は局名）」などと呼ぶ。
カーオーディオやカーナビゲーションの一部（近年ではほとんどの機種）では「交通情報」「・）））」「ISR」「TI」などと書かれたボタンなどで、最初から路側放送（1620・1629kHz）が聴取できるようにチャンネルを選定している機種がある。
送信内容は各種渋滞情報や交通規制等であるが、基本的に最後のお知らせ以外は合成音声（あらかじめ文節ごとに録音したものを組み合わせた場合と、機械音声を使用する場合がある）での放送である。小出力であるため受信できる範囲は狭いものの中波放送と同様の仕組みであるので、受信報告書を送るとベリカード（受信確認証）が発行されることもあるが、免許人の厚意によるもので義務ではない。
中波放送よりも音声のレベルが低く、音量を上げないと聞き取りにくい場合がある。また、アンテナ特性、オーディオの機種によっては電子機器が発する電磁波を拾ってしまい、ウィンカー音やエンジン点火のノイズが聞こえることがある。
地域によっては、中波放送と混信することもある。南関東などでは、大出力のAFN（東京・810kHz）の2倍高調波（第2高調波）との混信も見られる。この対策として1629kHzは2倍高調波による混信の甚だしい地域に指定されるが現在は1629kHzで放送されている箇所はない。
その一方で、垂直空中線を用いられている局を中心に、放送区間によっては放送区間から大きく離れたところまで路側放送の電波が漏れているところもある。又、夜間には障害物の無い開けた場所であれば、思いのほか遠く離れた路側放送の電波をカーオーディオなどが受信することがある（遠距離受信）。
多くの都道府県ではハイウェイラジオや建設路側、もしくは警察路側の形で路側放送が設置されているが、宮崎県や沖縄県など一度も設置されていない県もある。
放送区間は、案内標識を約1km手前に設置し、法定速度で走行した場合には2回以上聴けるように調整している

## 道路情報ラジオ（国土交通省）

### 概要（国交省）
国土交通省管轄の路側放送である。正式名称は「建設路側」である。(旧建設省が設置したためこの名称となる。)国土交通省の指定区間上の一般国道での放送のため、各都道府県管理の指定区間外の国道では放送されていない。また、高速道路でも国土交通省が管理している名阪国道では「ハイウェイラジオ」ではなく「道路情報ラジオ」が放送されている。
1980年12月に国道17号の新潟県三国峠付近に3か所設置されたのが最初である。当初は1611kHz、522kHzなどの周波数も存在したが、現在は1620kHz（1629kHzについては電波割り当てはあるが現在放送なし）に統一されている。
また、一般道に設置する関係上、中央分離帯がない場合や山間部の場合は、垂直空中線が用いられる。

### 標識（国交省）
| 初代・ここまで（ここから他も同様） |  | 2代目・ここまで（ここから他も同様） |
| 初代・ここまで（ここから他も同様） |  | 2代目・ここまで（ここから他も同様） |

標識はハイウェイラジオと同様のレイアウトのものが使用されているが、管轄国道事務所や設置年度によってフォントやレイアウトに微妙な差異がある。ただし色は青（名阪国道や一部の区間のみ緑）であり、放送内容を記載する電光掲示板は付属されていない場合が多い。初代標識は内照式のが使用されていたが、更新の際に単純な看板のものに掛け替えられている。近年新設された区間では元からこの標識となっている。
ハイウェイラジオとは異なり、予告標識やここまで標識は撤去省略されずに設置されている。

### 放送内容（国交省）
広域な道路情報が放送されているハイウェイラジオと異なり、各国道事務所管内（または隣接した国道事務所管内）のみの情報のみ提供されるため、峠付近の情報など局地的な道路情報が提供されている場合が多い。放送内容は工事情報、気象情報などである。フォーマットは規定されておらず、管轄国道事務所によってコールサインの有無など差異がある。
ハイウェイラジオと同様に24時間提供される局がある一方で、平日限定の局や夜間や深夜のみ放送を休止する局もある。また、情報が特にない場合は放送自体を休止する局もある。

## 交通情報ラジオ（各道府県警察）、警視庁交通情報ラジオ
各都道府県警察管轄の路側放送で、正式名称は「警察路側」である。警視庁管轄のものは「警視庁交通情報ラジオ」、その他の道府県警察管轄のものは「交通情報ラジオ」と呼ばれていた。免許人は警察庁。1983年（昭和58年）12月に東京都内の2か所（半蔵門、三原橋）で運用が開始された。千葉県や愛知県、三重県、大阪府、鹿児島県など一部都道府県で放送されていたが、カーナビゲーションシステムの普及や電波法施行規則などの改正、システム老朽化により徐々に廃止されており、2022年3月に愛知県警察管内の免許が失効したことで、警察路側は消滅した。
警視庁交通情報ラジオのジングルにはコッペリアのワルツの曲が使用されていた。国道・県道・市道等を問わずに設置されている。主に都市部で放送されており、放送地域周辺の渋滞情報、気象情報、交通規制情報などが放送されていた。
「警視庁交通情報ラジオ」については、2013年3月中に廃止された。

## 道路情報ラジオ（都市高速）

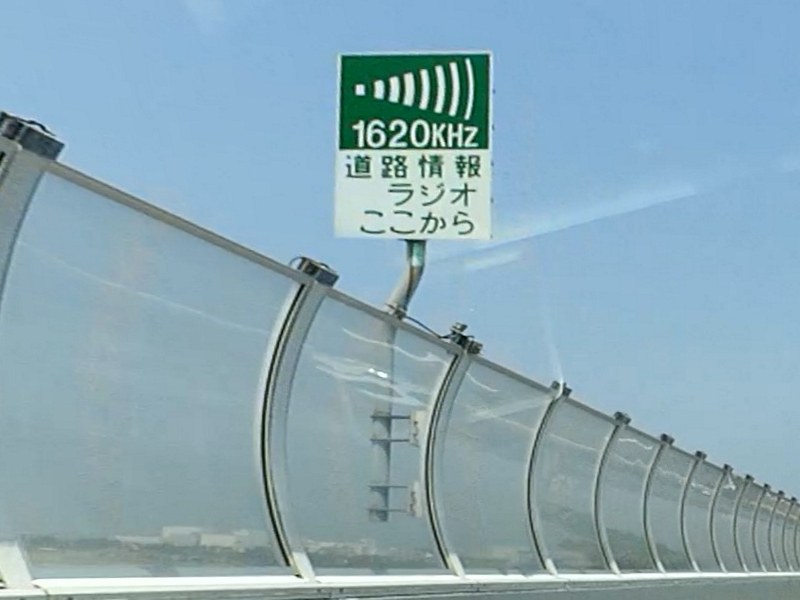
阪神高速路側標識 ここから

名古屋高速道路公社、阪神高速道路の両社が管轄する都市高速道路で放送されている路側放送である。ハイウェイラジオと同様、各都市高速道路の渋滞情報、通行止め情報、工事情報、事故情報、交通規制情報などのほか、出入口の閉鎖情報なども放送されている。
類似のものとして、首都高速道路の主要地点にて放送されていた「首都高速ラジオ」も存在したが、民営化後の2006年3月にすべて廃止されている。
これらとハイウェイラジオの正式名称は「高速路側」となる。

## ハイウェイラジオ

### 概要（ネクスコ）
正式名称は「高速路側」である。
1983年12月1日放送開始。最初の設置場所は東名高速道路東京IC-東名川崎ICと港北PA付近の二か所。高速道路会社3社が管理する区間で放送されており、非自動車専用道路である横浜新道や小田原厚木道路でも放送されている。
大都市圏や交通量の多い路線については頻繁に放送区間が設けられているが、それ以外の地域については主にジャンクションや主要なインターチェンジの手前に広域情報板と合わせて設置されている場合が多い。
かつては電話の天気予報（177）と同じく、プリセットで録音された語句（文節）を組み合わせて発声する合成音声のアナウンスが主流で、緊急時や工事・通行止めのお知らせなどは職員が読み上げて録音したものを放送していたが、2010年から2017年にかけて、機器更新の際に相次いで機械音声に変更された。放送内容は基本的に5分毎（中日本高速道路東京支社は2-3分毎）に更新される。なお、NEXCO東日本エリアにおいては、放送時間は基本的に60秒だが、事故等が発生し放送内容が多くなると120秒に延長される。放送区間には、漏洩同軸ケーブルが中央分離帯（片側2車線以上の区間の場合）または路肩（片側1車線の区間の場合）に引かれており、その長さは基本3キロメートル(km)程度であるが、長いトンネルの場合、トンネルの長さの分だけ放送区間になっていることがあり、その場合、放送内容も方向別になっていることがある。
かつて、各高速道路会社が電話で行っていた「ハイウェイテレホン」にもハイウェイラジオと同じ音声が使用されており、放送内容は5分ごとに更新されていた。ハイウェイテレホンは、地域ごとの電話番号が58局存在しており、それらの電話番号の下4桁は全てハイウェイラジオの周波数と同じ「1620」になっていた。また、一部のパーキングエリアやサービスエリアのトイレ内でも近隣のハイウェイラジオやハイウェイテレホンを放送している箇所がある。主に放送区間周辺や当該路線に接続する高速道路の情報が放送されるが、都市高速道路や国土交通省管轄の自動車専用道路の区間の情報も放送される場合がある。なお、ハイウェイテレホンのサービスのうち携帯電話を対象にした全国統一番号(#8162(はーい、無事帰る))からかけるサービスが2021年9月末を以って終了することが2021年8月12日に各高速道路株式会社より発表された。スマートフォンの普及などでインターネットを経由することでの確認が増え、このサービスの利用が年々減少していることをサービス終了の理由としている。このサービスは、携帯電話の位置情報を利用することで、最寄りの局に繋げるという仕組みになっていた。一方で、全国統一番号以外のサービスは2021年10月以降も継続され、各地域局の個別に存在する電話番号にかけることで、利用を続けられたが、これも2022年3月31日をもって終了し、ハイウェイテレホンのサービスは全面的に終了した。

### 標識、放送内容

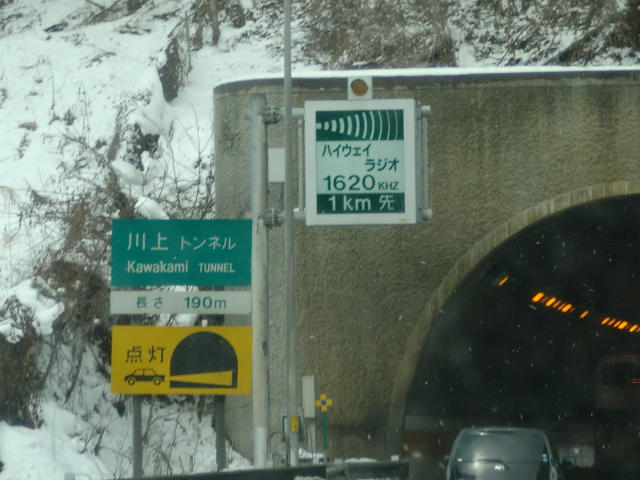
初代・1km先

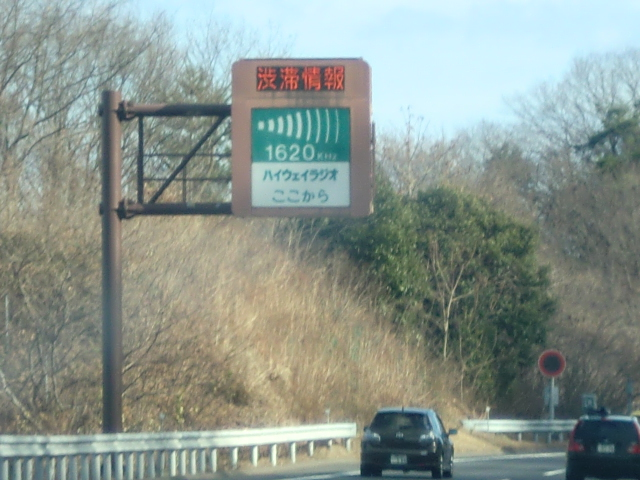
2代目・渋滞時

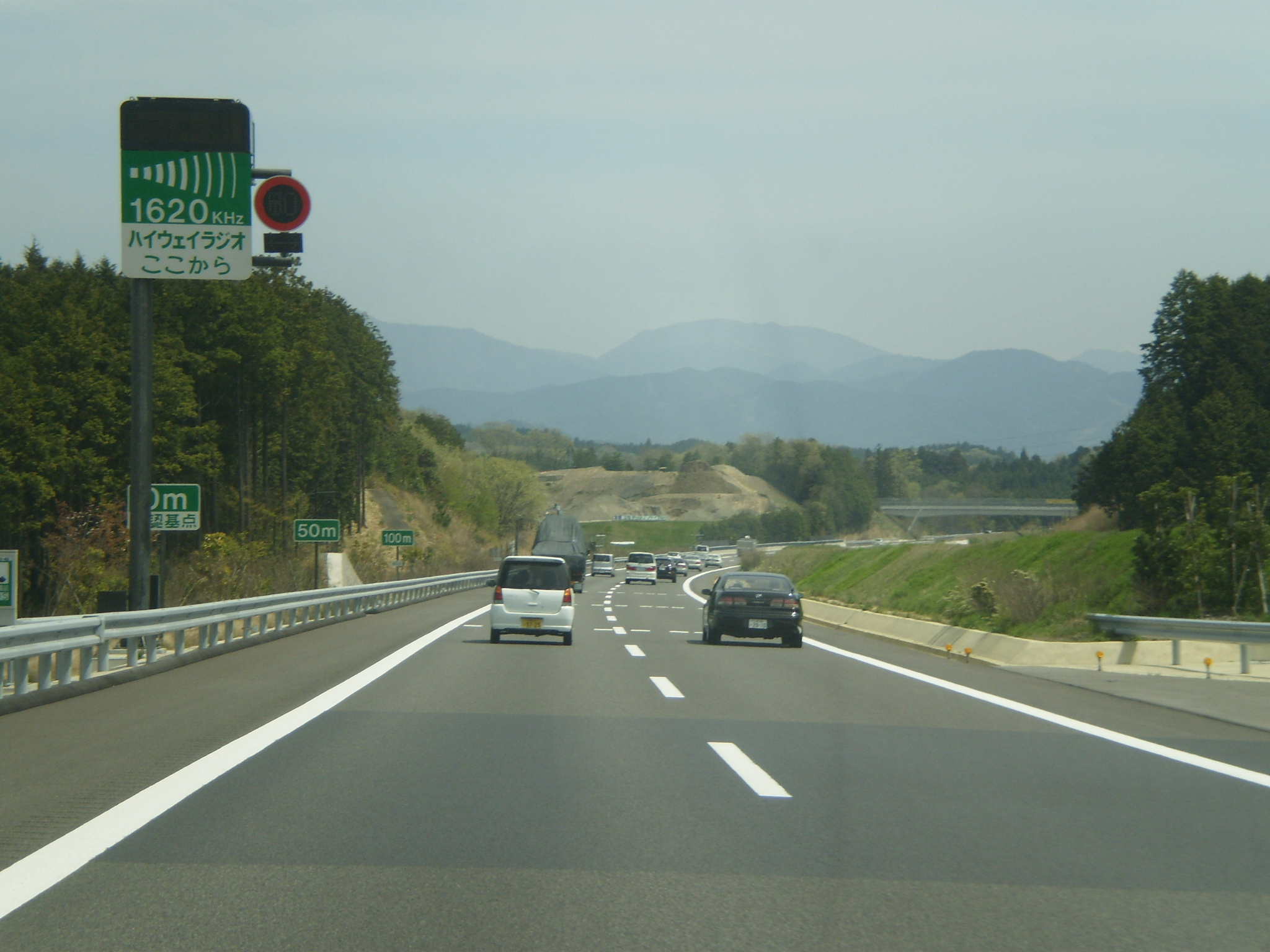
3代目・順調時

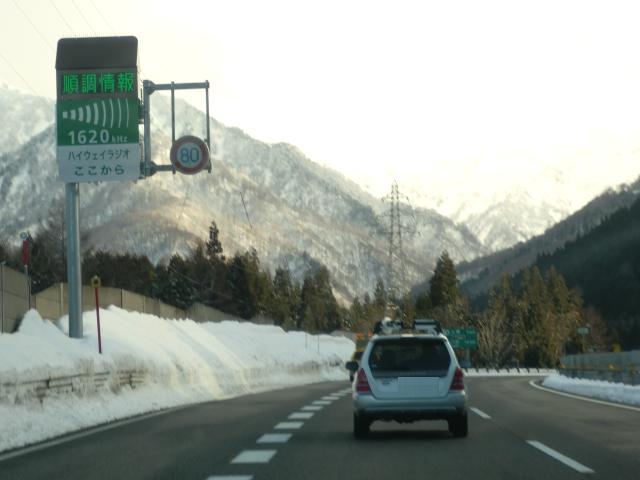
4代目・順調時

#### 予告標識
放送開始区間から1km程度手前で、「・）））
1620kHz　ハイウェイラジオ ○Km先（「○○○m先」「トンネル内」等といった文面の場合もあり）」と設置されており、この先でハイウェイラジオを受信できることを予告する標識が設置されている。標識の大きさ・レイアウトは「ここから」と同様であるが、放送内容を表示する電光掲示板は付属されていない。以前は必ず設置されていたが、「ここまで」と同様、2000年頃以降に新設されたハイウェイラジオでは設置されていない場合や撤去された箇所が多い。
「トンネル内」となっている場合は、その先のトンネルの内部で放送されていることを示す。この場合は「ここから」は設置されていない。また、地形の都合でハイウェイラジオ聴取可能地点で「ここから」が設置できない場合も「○○○m先」と距離が近接したものを設置する場合があり、この場合は放送内容を表示する電光掲示板が付属されていることがある。

#### 「ここから」について
ハイウェイラジオが流されている区間の始まりを示す標識には、「・）））
1620kHz　ハイウェイラジオ　ここから（または「放送中」・「トンネル内」。詳細は後述）」と書かれており、標識の設置箇所からハイウェイラジオが聞き取れることを示す。原則として標識の左側か上部に電光掲示板が付属されており、ここには事故なら「事故情報」、渋滞なら「渋滞情報」、工事なら「工事情報」、雨や横風、霧、雪などの悪天候やそれに伴う交通規制なら「気象情報」、通行止めなら「通行止情報」のように放送内容が表示される（一部の標識には黄色い電球が設置されており、〇〇情報と表示されている場合に目立つように点滅する）。また、事故や通行止めなど重大な情報を放送している場合には文字色が赤色で表示される。順調時の場合は「この付近の高速道路では通行に支障となるような情報は入っておりません（道路会社により異なる）」や交通マナー等に関する啓発放送、工事や事故見分による通行止め等の規制予告を放送しており、電光掲示板には何も表示されない場合と「順調情報」と表示される場合とがある。
標識のレイアウトは時期により変遷があり、おおむね以下のようになっている（例外もある）。
- 初代：標識の上部から順に「・）））ハイウェイ　ラジオ　1620KHZ　放送中」と記載されているもの。標識は内照式で、書体は公団ゴシック。
- 2代目：標識の上部から順に「・）））1620KHz　ハイウェイラジオ　ここから」と記載されているもの。これ以降は同様のレイアウトとなる。標識は内照式で、書体は公団ゴシック。
- 3代目：2代目と同様のレイアウトで、標識が内照式ではなくなる。また「ハイウェイラジオ」が太字ではなくなる（太字の場合もある）。
- 4代目：3代目のものを書体のみ変更。書体がヒラギノ角ゴシックとなり、文字のサイズも小さくなった。また、3代目までは「1620KHz」であったが、この代より「1620kHz」と「k」が小文字表記となる。

#### ここまで

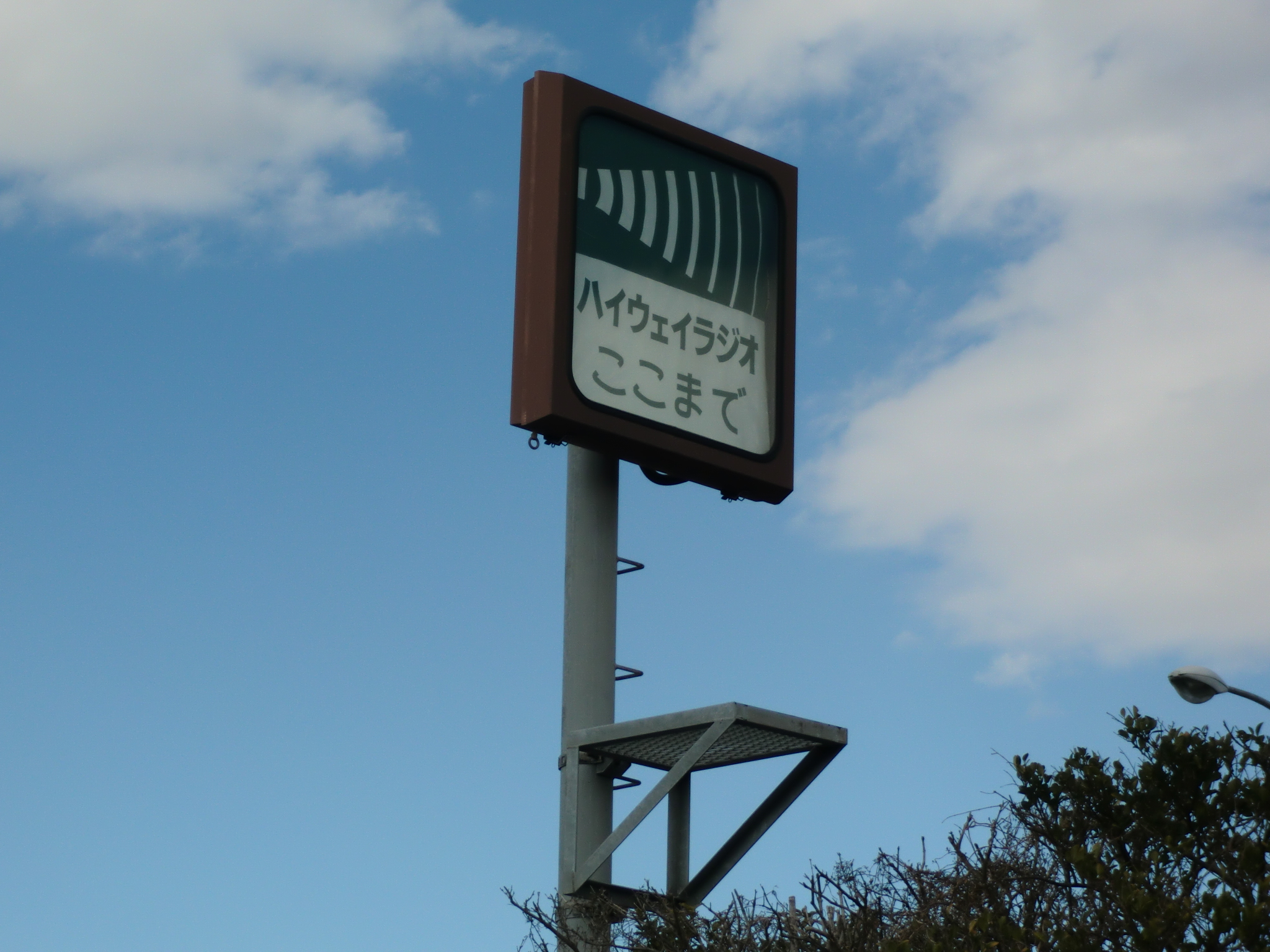
2代目・ここまで

ハイウェイラジオを放送している区間の終了を示す標識には、「・）））　ここまで」（初代）や「・）））ハイウェイラジオ　ここまで」（2代目以降）と書かれている標識が設置されている。標識の大きさは予告標識や「ここから」と比較して大幅に小さい簡易的なものである。また、以前は内照式標識であったが、後に通常のものに変更されている。
予告標識と同様、設置されていない場合や撤去された箇所も多い。

### 放送フォーマット
ハイウェイラジオは、各高速道路会社の支社の管轄によって放送形式に差異があり、現在は地域ごとに11種類の放送フォーマットが存在する。

#### 日本道路公団
旧日本道路公団民営化以前、地域によってはジングル（いろいろな種類がある）が入っていた。それらのジングルの中には、旧公団のイメージソングであった『風のいるナビシート』（唄・下成佐登子）の冒頭メロディーが使われているものもあった。
| 管轄                                      | 放送区間 | ジングル | 放送フォーマット |
| ----------------------------------------- | --- | --- | --- |
| 北海道支社                                | 道央自動車道 札樽自動車道 | | |
| 東北支社                                  | 東北自動車道（安積 - 矢巾） 磐越自動車道（五百川） 山形自動車道 | ジングルなし | 「こちらは日本道路公団です」から始まる。コールサインは放送の最後に 「この後も安全運転をお続けください。ハイウェイラジオ○○（局名）よりお伝えしました。」と読み上げられる。                                                                                        |
| 関東第一支社 （岩槻管制）                 | 東北自動車道（浦和 - 大谷） 東京湾アクアライン 常磐自動車道 東京外環自動車道 京葉道路 東関東自動車道 千葉東金道路 館山自動車道 | 順調時：風のいるナビシート（インストゥルメンタル） 情報が多数ある場合：4点チャイム | 「風のいるナビシート」のインストゥルメンタルにのせて 「こちらはJH日本道路公団です。」と読み上げられる部分から始まる。 放送フォーマットは2016年3月までの岩槻管制と同一であるが、音声は異なる。                                                                    |
| 関東第一支社新潟管理局 中部支社金沢管理局 | 北陸自動車道（鯖江 - 栄） 関越自動車道（水上 - 土樽） 磐越自動車道（新津） | 初代：4点チャイム 2代目：放送の開始時に4点チャイム、終わりに逆4点チャイム（初代と音色は異なる） 3代目：「日本道路公団 ハイウェイラ〜ジオ」 4代目：ジングルなし | 当初は4点チャイムのあとに「こちらは北陸ハイウェイラジオです」 などから始まる放送形態で、放送形式は全く異なるものであった。 1999年頃の一時期に放送フォーマットとジングルが変更されたが、同年ごろより四国支社と同じものに変更され、2013年10月まで使用された。      |
| 関東第二支社 （川崎管制）                 | 東名高速道路（東京 - 三ヶ日） 小田原厚木道路 横浜新道 横浜横須賀道路 第三京浜道路 | 初代・バージョン1：「JH 日本道路公団 ハイウェイラ・ジオ」 初代・バージョン2：「JH 日本道路公団 ハイウェイラ〜ジオ」 ※初代は2つのジングルをランダムに使用。 2代目：「JH ハイウェ〜イレ〜ディオ」 3代目：音楽調のもの（複数の種類がある）。 ※事故などの緊急情報がある場合は「こちらはJH日本道路公団です。」とナレーションに変更される。 | ジングルの後、東名高速道路の場合は「○時○分現在の東名高速道路情報をお知らせします。」、その他の区間では「○時○分現在の道路交通情報をお知らせします。」と読み上げられる。 この放送フォーマットは民営化後も長らく使用されたが、2011年9月より現在のものに変更された。 |
| 関東第二支社八王子管理局                  | 関越自動車道（新座 - 月夜野） 上信越自動車道 中央自動車道（三鷹 - 諏訪） 長野自動車道 | 早めの4点チャイム | 2012年3月までの八王子管制と同一。 |
| 中部支社                                  | 東名高速道路（豊橋 - 小牧） 中央自動車道（伊那 - 多治見） 名神高速道路（一宮 - 養老） 東名阪自動車道 伊勢自動車道 東海北陸自動車道 伊勢湾岸自動車道 東海環状自動車道                                                                                              | 風のいるナビシート（インストゥルメンタル） | |
| 関西支社 四国支社                         | 北陸自動車道（長浜） 名神高速道路（伊吹 - 尼崎） 西名阪自動車道 近畿自動車道 阪和自動車道 中国自動車道（中国豊中 - 加西） 山陽自動車道（淡河 - 相生） 京滋バイパス 舞鶴若狭自動車道 第二神明道路 第二京阪道路 徳島自動車道 松山自動車道 高松自動車道 高知自動車道 | 4点電子合成音 | ジングルのあと「ドライバーの皆さん、こちらはJH日本道路公団です。」と読まれる。この部分を除き、新潟支社と同一の放送形式である。 |
| 中国支社                                  | 中国自動車道（勝央 - 小郡） 山陽自動車道（山陽 - 廿日市） 米子自動車道 浜田自動車道 | 風のいるナビシート | 順調時には、風のいるナビシート(歌詞付き)に乗せて、「いつも高速道路をご利用いただき、ありがとうございます。こちらはJH日本道路公団です。」と読まれる。 何らかの情報がある場合、ジングルが省略され、「こちらはJH日本道路公団です。」と読まれる。                    |
| 九州支社                                  | 中国自動車道（王司） 九州自動車道 長崎自動車道 大分自動車道 | ジングルなし | |

#### NEXCO
道路公団民営化以降、ジングル（または"JH"や"日本道路公団"の部分）はカットされ、代わりに各高速道路会社名を呼称するものへ置き換えられていった。また、関越道や北陸道など、民営化後に管轄が変更されたことで近隣地域の放送形態に変更された区間もある。
| 管轄                               | 放送区間 | ジングル | 放送フォーマット |
| ---------------------------------- | --- | --- | --- |
| NEXCO東日本北海道支社 (札幌管制)   | 道央自動車道 札樽自動車道 道東自動車道 | 低めの4点チャイム | 「こちらはNEXCO東日本です。」から始まる。 北海道内のみの情報が提供される。 コールサインは放送の最後に「ハイウェイラジオ○○（局名）よりお伝えしました。」と読み上げられる。 2011年10月より機械音声に変更された。 |
| NEXCO東日本東北支社 (仙台管制)     | 東北自動車道（安積 - 矢巾） 常磐自動車道（いわき湯本 - 新地） 磐越自動車道（差塩・五百川） 山形自動車道 仙台東部道路 | 初代：ジングルなし 2代目：放送終了後に「あなたにベスト・ウェイ、NEXCO東日本（CM用のサウンドロゴ）」 | 「こちらはNEXCO東日本です。」から始まる。冒頭部分が追加された以外はJH時代のフォーマットと同一の放送を続けてきたが、2011年3月にNEXCO中日本東京支社と同一の放送フォーマット・機械音声へ変更された。さらに、2017年12月には岩槻管制と同一のフォーマットに変更され、コールサインも岩槻管制同様に「××（路線の略称）○○（局名）」と読み上げられるようになった（例：東北道の安積局の場合は「ハイウェイラジオ東北道安積よりお伝えしました。」）。 |
| NEXCO東日本関東支社 （岩槻管制）   | 東北自動車道（浦和 - 大谷） 東京湾アクアライン 常磐自動車道（三郷 - 水戸） 東京外環自動車道 京葉道路 東関東自動車道 千葉東金道路 館山自動車道 北関東自動車道 横浜新道 横浜横須賀道路 第三京浜道路 関越自動車道（新座 - 月夜野） 上信越自動車道 圏央道（菖蒲 - 稲敷東・山口）                                                 | 民営化後1年間：風のいるナビシート 2代目：ジングルなし 現在：放送終了後に「あなたにベスト・ウェイ、NEXCO東日本（CM用のサウンドロゴ）」 | 「こちらはNEXCO東日本です。」から始まる。 コールサインは放送の終わりに読み上げられ、東京湾アクアラインの「アクアトンネル」・「アクアブリッジ」を除き、「××（路線の略称）○○（局名）」となる（例：東北道の浦和局の場合は「ハイウェイラジオ東北道浦和よりお伝えしました。」）。 JH時代から同じフォーマットで放送されていたが、2006年10月頃に音声が変更され、2016年3月には機械音声に変更された上で放送フォーマットも変更された。 |
| NEXCO東日本新潟支社 （新潟管制）   | 北陸自動車道（名立谷浜 - 巻潟東） 関越自動車道（水上 - 土樽） 磐越自動車道（新津） | 初代：ジングルなし 2代目：「NEXCO東日本（CM用のサウンドロゴ）」 （「あなたにベスト・ウェイ」が抜けたショートバージョン） 3代目：「あなたにベスト・ウェイ、NEXCO東日本（CM用のサウンドロゴ）」                                                                                  | ジングルを除いて以前の四国支社と同一の放送形態である。放送フォーマットはジングルを除いてJH時代から一切変更されていなかったが、2013年10月に機械音声に変更された。 ジングルが流れた後、「○時○分現在の道路情報をお知らせします。」から始まる。 コールサインは放送最後に「ハイウェイラジオ○○（局名）よりお伝えしました」と読み上げられる。 |
| NEXCO中日本東京支社 （川崎管制）   | 東名高速道路（東京 - 豊橋） 新東名高速道路（厚木南 - 新秦野・御殿場 - 鳳来） 中部横断自動車道（樽峠） 小田原厚木道路 圏央道（寒川・圏央厚木） 新湘南バイパス | 「【音楽調の3点チャイム】」 （事故発生時などは「こちらはNEXCO中日本です。」） | JH時代から同じフォーマットで放送されていたが、2011年10月頃に機械音声に変更された上で放送フォーマットも大幅に変更され、2015年8月には一宮管制と同様の機械音声に変更された。 また、所要時間情報も提供されるようになり、情報の更新も従来の5分ごとから2 - 3分おきとなった。 コールサインは放送最後に「ハイウェイラジオ○○（局名）よりお伝えしました」と読み上げられる。なお、新東名については「ハイウェイラジオ新東名○○（局名）」となる。 |
| NEXCO中日本東京支社 （八王子管制） | 中央自動車道（三鷹 - 諏訪） 長野自動車道 圏央道（高尾山） | 初代：早めの4点チャイム 2代目：ジングルなし | JH時代から同じフォーマットで放送されているが、2012年3月に音声が機械音声に変更され、その際にジングルが省略された代わりに更新間隔が短くなっている。 コールサインは放送始めに「○時○分現在の高速道路情報を、ハイウェイラジオ○○（局名）よりお知らせします」と読まれる。 放送最後には「ハイウェイラジオを引き続きご利用ください」と読まれる。ただし、情報が多数ある場合は、局名と放送最後の部分はカットされる。 |
| NEXCO中日本名古屋支社 （一宮管制） | 東名高速道路（豊川東 - 小牧） 新東名高速道路（長篠設楽原・岡崎） 中央自動車道（伊那 - 桃花台） 名神高速道路（一宮 - 湖東三山） 伊勢湾岸自動車道 名古屋第二環状自動車道 東名阪自動車道 伊勢自動車道 紀勢自動車道 新名神高速道路（菰野第一・土山） 東海北陸自動車道（一宮西 - ひるがの） 東海環状自動車道 北陸自動車道（長浜） | 初代：ジングルなし (民営化1年後までは風のいるナビシートのイントロのみのバージョンとランダムに使用。) 2代目：ジングルなし、ナレーションで「こちらはNEXCO中日本です。」 3代目：低めの4点チャイムのあと、「こちらはNEXCO中日本です。」 4代目：4点チャイム（先代とは音色が異なる） | 民営化後もJH時代と同じフォーマットで放送されていたが、2015年2月に機械音声に変更され、フォーマットも大幅に変更された。 4点チャイムの後に「○時○分現在の高速道路情報をお知らせします。」から始まる。 コールサインは放送最後に「ハイウェイラジオ○○（局名）よりお伝えしました。」と読み上げられる。なお、新東名については「ハイウェイラジオ新東名○○（局名）」となる。 |
| NEXCO中日本金沢支社 （金沢管制）   | 北陸自動車道（柳ヶ瀬 - 有磯海） 東海北陸自動車道（椿原・城端） 舞鶴若狭自動車道（国富・岩籠） | 初代：ジングルなし (民営化1年後までは風のいるナビシートのイントロのみのバージョンとランダムに使用。) 2代目：ジングルなし、ナレーションで「こちらはNEXCO中日本です。」 3代目：低めの4点チャイムのあと、「こちらはNEXCO中日本です。」 4代目：4点チャイム（先代とは音色が異なる） | 民営化後もJH時代と同じフォーマットで放送されていたが、2015年2月に機械音声に変更され、フォーマットも大幅に変更された。 4点チャイムの後に「○時○分現在の高速道路情報をお知らせします。」から始まる。 コールサインは放送最後に「ハイウェイラジオ○○（局名）よりお伝えしました。」と読み上げられる。なお、新東名については「ハイウェイラジオ新東名○○（局名）」となる。 |
| NEXCO西日本関西支社 （吹田管制）   | 名神高速道路（八日市 - 尼崎） 西名阪自動車道 近畿自動車道 阪和自動車道 中国自動車道（中国豊中 - 加西） 山陽自動車道（淡河 - 相生） 京滋バイパス 舞鶴若狭自動車道（西紀） 第二神明道路 第二京阪道路 新名神高速道路（甲賀 - 金勝山トンネル、原萩谷 - 道場）                                                                    | 初代:4点電子合成音 現在:電子音なし | 「こちらはNEXCO西日本です。」から始まる。JH時代から引き続き四国支社・新潟支社と同一の放送形態であったが、2010年3月より機械音声に変更され、2017年1月にはフォーマットが大幅に変更されている。 毎時00分と30分に「こちらは西日本高速路側○○（局名）局です。」と識別信号が放送される。また、新名神高速道路の「甲南トンネル上り・下り」や「金勝山トンネル上り・下り」（いずれも上下線別放送）をはじめとする、高周波利用設備により中波放送を再送信するのみのトンネル内では識別放送は放送されていなかったが、これらの局でも2017年5月頃より放送されている。 |
| NEXCO西日本四国支社                | 徳島自動車道 松山自動車道 高松自動車道 高知自動車道 | 初代：4点電子合成音 現在：ジングルなし | 「こちらはNEXCO西日本です。」から始まる。民営化後もジングルを除いて新潟支社と同一の放送形態であったが、2012年3月に機械音声に変更された。さらに、2016年12月には放送形態が若干変更されている。 |
| NEXCO西日本中国支社                | 中国自動車道（勝央 - 王司） 山陽自動車道（山陽 - 廿日市） 米子自動車道 浜田自動車道 | ジングルなし | 「こちらはNEXCO西日本です。」から始まる。民営化後も一部を除いてJH時代と同じフォーマットで放送されていたが、2016年12月に機械音声に変更された。なお、機械音声への変更後は毎時00分と30分に「こちらは西日本高速路側○○（局名）局です。」と識別信号が放送されている。 |
| NEXCO西日本九州支社                | 九州自動車道 長崎自動車道 大分自動車道 東九州自動車道 | ジングルなし | 「こちらはNEXCO西日本です。」から始まる。冒頭部分が省略された以外は民営化後もJH時代と同じフォーマットで放送されていたが、2013年以降に新設された局については開設当初から現在とは別音声の機械音声による放送が行われていた。2017年8月の更新時にフォーマットが統一され、現在の機械音声に変更された。なお、機械音声への変更・統一後は毎時00分と30分に「こちらは西日本高速路側○○（局名）局です。」と識別信号が放送されている。 |

ただし、情報量が多い場合や事故情報などの緊急情報が入った場合はジングルを省略したり、ジングルの代わりに単なるアナウンスで各会社名を読み上げることなどがある(道路会社により異なる)。これは、公団の時も民営化以後も同じである。

### 放送区間
NEXCO 管内に設置されたハイウェイラジオの設置箇所を記した一覧への外部リンクを下記に示す。
- NEXCO東日本エリア内（2018年3月1日現在） - NEXCO東日本
- NEXCO中日本エリア内 (PDF) （2016年3月1日現在） - NEXCO中日本
- NEXCO西日本エリア内（2015年6月1日現在） - NEXCO西日本

### 放送事例
放送内容の事例として放送形態が異なる4事例を挙げる。以下『NEXCO東日本新潟支社（新潟管制）北陸自動車道 ハイウェイラジオ栄 2010年5月5日 21時15分放送文』、『NEXCO中日本名古屋支社（一宮管制）新名神高速道路 ハイウェイラジオ土山 2009年1月31日 11時40分放送文』、『NEXCO西日本関西支社（吹田管制）名神高速道路 ハイウェイラジオ栗東 2010年1月17日 17時40分放送文』、『NEXCO中日本横浜支社[現東京支社]（川崎管制）東名高速道路 ハイウェイラジオ厚木 2009年8月12日 06時40分放送文』、『中日本東京支社(東京管制)ハイウエイラジオ秦野中井2014年6月28日17時54分放送文』の順。

## みちラジ（中日本高速道路）

### 概要
2020年から、複数言語での情報提供を目的とし、スマートフォンの位置情報を利用することで、対象路線の本線上を走行中に道路情報を聴取することが出来る実証実験アプリが後述する東日本高速道路で開発・運用されていたが、その後2021年になってから登場したのが中日本高速道路により開発・運用されている「みちラジ」である。みちラジは本線上の特定の場所に設置されているハイウェイラジオ放送区間とは違い、漏洩同軸ケーブルから離れた場所でも高速道路の交通情報を取得できる形となっている。
「みちラジ」は、リリース後徐々にサービス提供エリアを拡大していき、2022年4月1日以降は提供エリアを中日本高速道路のほぼ全路線としている。

### 放送内容
5分毎に通行止め・渋滞・事故・所要時間情報・一部SA・PAの駐車場の空車情報などを放送しているが、それに加え2023年2月1日から関東近郊エリアで一定の放送ポイント以外でも事象発生の約2 km - 1.5 km手前でリアルタイムに臨時放送がされる機能が追加され、2023年4月25日から正式に全域での提供となった。その他、2024年現在は立ち往生（滞留時）の際の情報提供機能（日本語音声のみ）も提供されている。

## 日本における今後の展開
国土交通省は総務省の「V-Low帯域の防災利用に関するワーキンググループ」などの検討会の場で、「道路情報ラジオ」について、今後民間放送事業者が中波放送を取りやめFM放送へ移行する事により中波放送の受信設備を積載する車両の減少が見込まれる事や豪雪災害などの災害時における情報提供に課題がある事などからFM放送帯域での通信事業への転換（FM路側通信システム）の検討を行っていると明らかにした。
また、ハイウェイラジオについては、前述の通り、2020年から複数言語での情報提供を目的としてスマートフォンの位置情報を利用することで、対象路線の本線上を走行中に道路情報を聴取することが出来るアプリが東日本高速道路及び中日本高速道路により開発・運用されており、東日本のものは「E-ハイラジ」、中日本開発のものは「みちラジ」として一般公開されている。前述の通り両者とも本線上の特定の場所に設置されているハイウェイラジオ放送区間とは違い、漏洩同軸ケーブルから離れた場所でも高速道路の交通情報を取得できる(いわばハイウェイテレホンとハイウェイラジオの中間)形となっている。
東日本高速道路の「E-ハイラジ」は実証実験のものであり利用可能な範囲は限られていたが、2025年3月31日に実験を終了した。今後は、前述のNEXCO中日本同様にNEXCO東日本管内全域で利用可能なアプリを開発中としている。

## 世界の事例
日本以外でもトラベラーズインフォメーションステーション（TIS）と呼ばれる同様のサービスが行われている。
アメリカ合衆国
ハイウェイアドバイザリーラジオ（HAR）と呼ばれるAMもしくは低出力のFM放送を行っている。道路だけではなく駅や空港などの公共施設や国立公園にも設置され、日本での防災行政無線のような立ち位置にある。
フランス
フランス全土のオートルート沿線で107.7MHzのFM放送にて行われている。Sanef 107.7およびAutoroute INFOにより運用されており、情報は15分間隔で更新される。
イタリア
Rai Isoradioによって、103.3MHzのFM放送にて行われている。
カナダ
AM及びFM放送にて行われている。
ブラジル
サンパウロとリオデジャネイロ間の高速道路で、107.5MHzの低出力のFM放送にて行われているが、ブラジル通信省は2021年5月にブラジル全土の高速道路上で放送を実施する計画を開始した。